# پیشگیری اولیه
پیشگیری اولیه عبارتست از اقدام‌هایی که به منظور حفظ سلامتی افراد سالم و جلوگیری از بروز بیماری در آنها صورت می‌گیرد و با اقدام‌هایی مانند ارتقای سطح بهداشت عمومی، بهزیستی و کیفیت زندگی افراد تأمین می‌گردد و بنابراین مقصود از پیشگیری اولیه، پیشگیری قبل از ایجاد بیماری با کنترل علل و عوامل خطر می‌باشد.